# Danh sách chỉ dẫn địa lý được bảo hộ ở Việt Nam
Sau đây là danh sách các chỉ dẫn địa lý ở Việt Nam:
| TT | Số văn bằng | Chỉ dẫn địa lý                  | Ngày cấp   | Địa chỉ                                     |
| -- | ----------- | ------------------------------- | ---------- | ------------------------------------------- |
| 1  | 1           | Nước mắm Phú Quốc               | 01-06-2001 | huyện Phú Quốc, tỉnh Kiên Giang             |
| 2  | 2           | Chè Shan tuyết Mộc Châu         | 09-08-2010 | huyện Mộc Châu và huyện Vân Hồ, tỉnh Sơn La |
| 3  | 3           | Rượu Cognac                     | 13-05-2002 | Pháp                                        |
| 4  | 4           | Cà phê Buôn Ma Thuột            | 14-10-2005 | Thành phố Buôn Ma Thuột, tỉnh Đắk Lắk       |
| 5  | 5           | Bưởi Đoan Hùng                  | 08-02-2006 | tỉnh Phú Thọ                                |
| 6  | 6           | Thanh long Bình Thuận           | 15-11-2006 | tỉnh Bình Thuận                             |
| 7  | 7           | Hồi Lạng Sơn                    | 15-02-2007 | tỉnh Lạng Sơn                               |
| 8  | 8           | rượu Pisco                      | 23-05-2007 | Peru                                        |
| 9  | 9           | Vải thiều Thanh Hà              | 25-05-2007 | huyện Thanh Hà, tỉnh Hải Dương              |
| 10 | 10          | Nước mắm Phan Thiết             | 30-05-2007 | tỉnh Bình Thuận                             |
| 11 | 11          | Gạo tám xoan Hải Hậu            | 31-05-2007 | huyện Hải Hậu, tỉnh Nam Định                |
| 12 | 12          | Cam Vinh                        | 31-05-2007 | tỉnh Nghệ An                                |
| 13 | 13          | Trà Tân Cương                   | 20-09-2007 | thành phố Thái Nguyên, tỉnh Thái Nguyên     |
| 14 | 14          | Gạo một bụi đỏ Hồng Dân         | 25-06-2008 | tỉnh Bạc Liêu                               |
| 15 | 15          | Vải thiều Lục Ngạn              | 25-06-2008 | tỉnh Bắc Giang                              |
| 16 | 16          | Xoài cát Hòa Lộc                | 03-09-2009 | tỉnh Tiền Giang                             |
| 17 | 17          | Chuối ngự Đại Hoàng             | 30-09-2009 | huyện Lý Nhân, tỉnh Hà Nam                  |
| 18 | 18          | Quế vỏ Văn Yên                  | 07-01-2010 | huyện Văn Yên, tỉnh Yên Bái                 |
| 19 | 19          | Mắm tôm Hậu Lộc                 | 25-06-2010 | huyện Hậu Lộc, tỉnh Thanh Hóa               |
| 20 | 20          | Nón lá Huế                      | 19-07-2010 | tỉnh Thừa Thiên-Huế                         |
| 21 | 21          | Hồng không hạt Bắc Kạn          | 08-09-2010 | tỉnh Bắc Kạn                                |
| 22 | 22          | Bưởi Phúc Trạch                 | 09-11-2010 | huyện Hương Khê, tỉnh Hà Tĩnh               |
| 23 | 23          | Rượu Scotch whisky              | 19-11-2010 | Scotland, UK                                |
| 24 | 24          | Thuốc lào Tiên Lãng             | 19-11-2010 | huyện Tiên Lãng, thành phố Hải Phòng        |
| 25 | 25          | Gạo nàng Nhen thơm Bảy Núi      | 10-01-2011 | huyện Tịnh Biên, tỉnh An Giang              |
| 26 | 26          | Hạt dẻ Trùng Khánh              | 21-03-2011 | huyện Trùng Khánh, tỉnh Cao Bằng            |
| 27 | 27          | Mãng cầu Bà Đen                 | 10-08-2011 | tỉnh Tây Ninh                               |
| 28 | 28          | Cói Nga Sơn                     | 13-10-2011 | huyện Nga Sơn, tỉnh Thanh Hóa               |
| 29 | 29          | Quế vỏ Trà My                   | 13-10-2011 | tỉnh Quảng Nam                              |
| 30 | 30          | Nho Ninh Thuận                  | 07-02 2012 | tỉnh Ninh Thuận                             |
| 31 | 31          | Bưởi Tân Triều                  | 14-11-2012 | tỉnh Đồng Nai                               |
| 32 | 32          | Hồng không hạt Bảo Lâm          | 14-11-2012 | tỉnh Lạng Sơn                               |
| 33 | 33          | Quýt Bắc Kạn                    | 14-11-2012 | tỉnh Bắc Kạn                                |
| 34 | 34          | Xoài tròn Yên Châu              | 30-11-2012 | tỉnh Sơn La                                 |
| 35 | 35          | tỉnh Sơn La Mèo Vạc             | 01-03-2013 | tỉnh Hà Giang                               |
| 36 | 36          | Bưởi năm roi Bình Minh          | 29-08-2013 | tỉnh Vĩnh Long                              |
| 37 | 37          | Chả mực Hạ Long                 | 12-12-2013 | thành phố Hạ Long, tỉnh Quảng Ninh          |
| 38 | 38          | Muối Bạc Liêu                   | 12-12-2013 | tỉnh Bạc Liêu                               |
| 39 | 39          | Bưởi Luận Văn                   | 18-12-2013 | huyện Thọ Xuân, tỉnh Thanh Hóa              |
| 40 | 40          | Hoa mai vàng Yên Tử             | 18-12-2013 | thành phố Uông Bí, tỉnh Quảng Ninh          |
| 41 | 41          | Ngán Quảng Ninh                 | 19-03-2014 | tỉnh Quảng Ninh                             |
| 42 | 42          | Tơ tằm Isan Thái Lan            | 18-09-2014 | Thái Lan                                    |
| 43 | 43          | Gạo Điện Biên                   | 25-09-2014 | tỉnh Điện Biên                              |
| 44 | 44          | Vú sữa Lò Rèn Vĩnh Kim          | 28-10-2014 | huyện Châu Thành, Tiền Giang                |
| 45 | 45          | Tiêu Quảng Trị                  | 28-10-2014 | tỉnh Quảng Trị                              |
| 46 | 46          | Cam Cao Phong                   | 05-11-2014 | tỉnh Hòa Bình                               |
| 47 | 47          | Sá sùng Vân Đồn                 | 12-11-2015 | huyện Vân Đồn, tỉnh Quảng Ninh              |
| 48 | 48          | Chôm chôm Long Khánh            | 08-06-2016 | tỉnh Đồng Nai                               |
| 49 | 49          | Sâm củ Ngọc Linh                | 16-08-2016 | tỉnh Kon Tum và tỉnh Quảng Nam              |
| 50 | 50          | Thuốc lào Vĩnh Bảo              | 19-08-2016 | huyện Vĩnh Bảo, thành phố Hải Phòng         |
| 51 | 51          | Quế Thường Xuân                 | 10-10-2016 | huyện Thường Xuân, tỉnh Thanh Hóa           |
| 52 | 52          | Cam sành Hà Giang               | 10-10-2016 | tỉnh Hà Giang                               |
| 53 | 53          | Đường thốt nốt Kampong Speu     | 28-12-2016 | Campuchia                                   |
| 54 | 54          | Hạt tiêu Kampot                 | 28-12-2016 | Campuchia                                   |
| 55 | 55          | Nhãn lồng Hưng Yên              | 23-01-2017 | tỉnh Hưng Yên                               |
| 56 | 56          | Hồng không hạt Quản Bạ          | 05-07-2017 | huyện Quản Bạ, tỉnh Hà Giang                |
| 57 | 57          | Gạo tẻ Già Dui Xín Mần          | 28-09-2017 | huyện Xín Mần, tỉnh Hà Giang                |
| 58 | 58          | Cà phê Sơn La                   | 28-09-2017 | tỉnh Sơn La                                 |
| 59 | 59          | Thịt cừu Ninh Thuận             | 24-10-2017 | tỉnh Ninh Thuận                             |
| 60 | 60          | Gạo nếp Khẩu Tan Đón Thẩm Dương | 08-12-2017 | huyện Văn Bàn, tỉnh Lào Cai                 |